# Biurakn Hakhverdian
Biurakn Hakhverdian (* 4. Oktober 1985 in Leiden) ist eine ehemalige niederländische Wasserballspielerin. Sie gewann 2008 die olympische Goldmedaille und war Europameisterschaftsdritte 2010.

## Sportliche Karriere
Die 1,72 m große Biurakn Hakhverdian wurde mit der niederländischen Nationalmannschaft Neunte bei der Weltmeisterschaft 2007. Im Jahr darauf bei den Olympischen Spielen in Peking belegten die Niederländerinnen in ihrer Vorrundengruppe den dritten Platz hinter den Ungarinnen und den Australierinnen. Mit einem 13:11 im Viertelfinale gegen Italien und einem 8:7 gegen die Ungarinnen erreichten die Niederländerinnen das Finale gegen die Mannschaft aus den Vereinigten Staaten. Mit einem 9:8 im Finale gewannen die Niederländerinnen die Goldmedaille. Hakhverdian wirkte in allen sechs Spielen mit, erzielte aber keinen Treffer.
2009 erreichten die Niederländerinnen den fünften Platz bei der Weltmeisterschaft in Rom. 2010 bei der Europameisterschaft in Zagreb gewannen die Niederländerinnen ihre Vorrundengruppe. Nach einer 7:10-Niederlage gegen die Russinnen im Halbfinale siegten sie im Spiel um die Bronzemedaille mit 14:12 gegen Italien. Bei den Weltmeisterschaften 2011 und 2013 belegten die Niederländerinnen jeweils den siebten Platz. Für die Olympischen Spiele 2012 konnten sich die Niederländerinnen nicht qualifizieren.
Biurakn Hakhverdian begann bei ZVL in Leiden, spielte dann eine Saison in Griechenland und dann ab 2006 in den Niederlanden bei den Polar Bears in Ede, mit denen sie mehrfach die niederländische Meisterschaft gewann. Die Sportlerin mit armenischen Wurzeln beendete ihre Karriere nach der Weltmeisterschaft 2013.